# Fränkischer Sommer
Der Fränkische Sommer ist eine in ungeraden Jahren (bis 2015 jährlich) stattfindende Konzertreihe und war bis 2012 identisch mit dem Alte-Musik-Festival Fränkischer Sommer, Musica Franconia. Getragen wird das Festival vom Bezirk Mittelfranken.
Mit dem neuen Intendanten Julian Christoph Tölle wurde für den Fränkischen Sommer der Schwerpunkt Alte Musik aufgegeben. Dabei soll in jeder Saison eine bedeutende Persönlichkeit Mittelfrankens und deren Zeit im Zentrum stehen. Das Festival Musica Franconia wird seit 2012 als Festival mit dem Schwerpunkt Alte Musik unabhängig vom Fränkischen Sommer veranstaltet.